# Urs Sonderegger
Urs Sonderegger (* 28. April 1964 in Glarus) ist ein Schweizer Automobilrennfahrer und Unternehmer.

## Karriere
Sonderegger begann seine Motorsportkarriere 2007 im SEAT Leon Supercopa. Er nahm von 2007 bis 2009 an einigen Rennen der spanischen und der deutschen Meisterschaft teil. 2008 gab er zudem sein Debüt im SEAT Leon Eurocup, in dem er zu zwei Rennen antrat. 2009 blieb Sonderegger im SEAT Leon Eurocup. Er nahm nur an einem Rennwochenende nicht teil und beendete die Saison auf dem 28. Platz in der Fahrerwertung. 2010 nahm Sonderegger an der Hälfte der SEAT-Leon-Eurocup-Saison teil und belegte erneut den 28. Gesamtrang. Der Rennfahrer hatte in keiner der Rennserien einen Meisterschaftspunkt erzielt.
2011 trat Sonderegger im Alter von 46 Jahren für Wiechers-Sport in einem BMW 320 TC in der Tourenwagen-Weltmeisterschaft (WTCC) an. Ursprünglich sollte er an sieben Rennwochenenden teilnehmen. Er entschied sich allerdings bereits nach der vierten Veranstaltung, sein Engagement zu beenden. Sonderegger fuhr bei seinen Einsätzen stets im hinteren Teil des Feldes und zwei 15. Plätze waren seine besten Resultate. 2012 fuhr Sonderegger im European Touring Car Cup (ETCC). Er war bei PCR Sport einer von drei permanenten Starten in der Single-Makes-Trophy. In dieser erreichte er den dritten Rang.

## Persönliches
Sonderegger absolvierte ein Studium im Bauwesen in Architektur und Bauführung. Er leitet ein Schweizer Architektur- und Immobilienunternehmen.

## Karrierestationen
| - 2007: Deutscher SEAT Leon Supercopa - 2007: Spanischer SEAT Leon Supercopa - 2008: SEAT Leon Eurocup - 2008: Deutscher SEAT Leon Supercopa | - 2008: Spanischer SEAT Leon Supercopa - 2009: SEAT Leon Eurocup (Platz 28) - 2009: Deutscher SEAT Leon Supercopa - 2009: Spanischer SEAT Leon Supercopa | - 2010: SEAT Leon Eurocup (Platz 28) - 2011: WTCC - 2012: ETCC, SMT (Platz 3) |